# سام غلاسر
سام غلاسر (بالإنجليزية: Sam Glaser)‏ هو كاتب أغاني أمريكي، ولد في 1962.

## وصلات خارجية
- الموقع الرسمي